# کوسه‌کیه‌وو (شهرستان چکماگوشفسکی، باشقیرستان)
کوسه‌کیه‌وو (انگلیسی: Kusekeyevo, Chekmagushevsky District, Republic of Bashkortostan) یک شهرک در شهرستان چکماگوشفسکی استان باشقیرستان کشور روسیه است.